# إنزاي (تشيبا)
مدينة إنزاي (بالإنجليزية: Inzai)‏ هي إحدى المدن التابعة لولاية تشيبا. تأسست رسميًا في 01/04/1996. ويقدر عدد سكانها بـ 60280 نسمة حسب تقدير مكتب الإحصاء الياباني لعام 2012. تبلغ مساحة إنزاي 53.51 كم2. بكثافة سكانية تبلغ 1127 نسمة/كم2.

## أعلام
- ساياكا موراتا
- نانا اينو
- هيروكي أكينو
- يوكو ماكي
- كي إيكيدا